# Amerikanisches Mahagoni
Amerikanisches Mahagoni (Swietenia macrophylla), auch Echtes Mahagoni und Caoba genannt, ist eine Pflanzenart innerhalb der Familie der Mahagonigewächse (Meliaceae). Sie kommt in Mittelamerika und im tropischen Südamerika vor und ihr Holz wird genutzt.

## Beschreibung

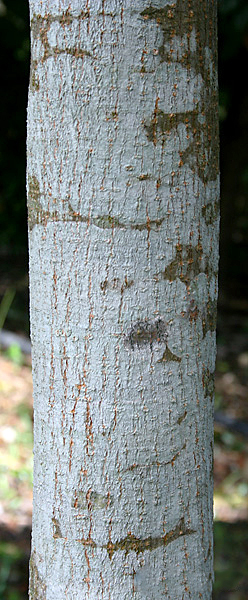
Borke am jungen Stamm

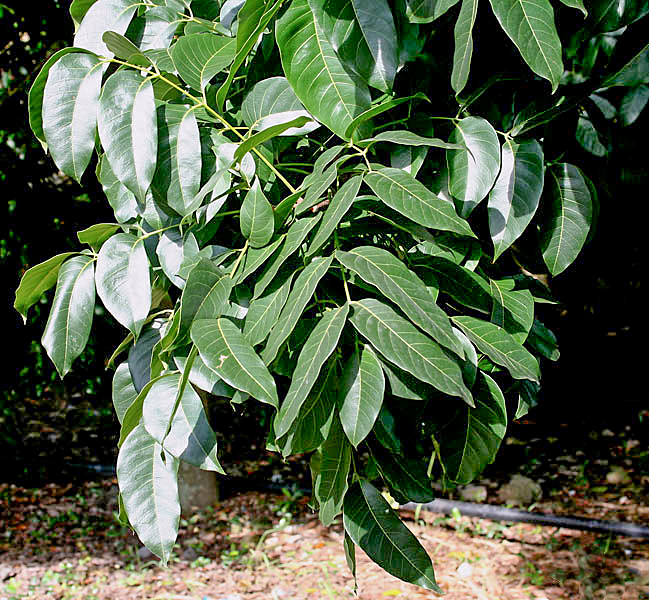
Paarig gefiederte, glänzende Laubblätter

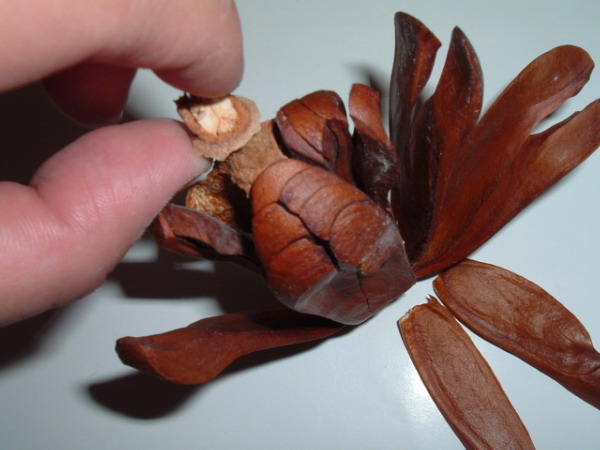
Offene Frucht mit geflügelten Samen

### Erscheinungsbild, Borke und Blatt
Der Amerikanische Mahagonibaum wächst als anfangs immergrüner, später als laubabwerfender Baum, der Wuchshöhen von bis zu 70 Meter und Stammdurchmesser von maximal 3,50 Meter erreicht. Durchschnittliche Exemplare, beispielsweise im westlichen Amazonasgebiet, weisen aber Stammdurchmesser von 2,5 Meter und Wuchshöhen von 45 Meter auf. Sie überragen jedoch als ausgewachsene Bäume das Kronendach und gehören damit zu den sogenannten Emergenten. Der gerade, zylindrische Stamm hat oft für die Holzwirtschaft begehrte astfreie Stammlängen von bis zu 25 Meter. Die relativ vielen sowie dünnen, oft ausgeprägten Brettwurzeln reichen bis auf eine Stammhöhe von bis zu 5 Meter. Die Borke ist anfangs braun-grau bis rot-braun oder später fast schwarz und tief gefurcht, die innere Rinde rotbraun bis rosafarben. Bei ausgewachsenen Exemplaren ist die Baumkrone bei Durchmessern von bis zu 40 Meter ausladend und unregelmäßig mit relativ wenigen Hauptästen.
An Sämlingen sind die ersten vier bis sechs Laubblätter einfach. Exemplare mit Wuchshöhen zwischen 0,5 und 5 Meter besitzen bis zu 1 Meter lange Laubblätter mit sehr großen Fiederblättern. Die wechselständig angeordneten, paarig gefiederten Laubblätter sind bei ausgewachsenen Exemplaren 15 bis 25 Zentimeter lang und meist aus drei bis vier (zwei bis acht) Fiederpaaren zusammengesetzt. Die kahlen, glatten, glänzenden, dunkelgrünen Fiederblätter sind bei einer Länge von 9 bis 13 (bis zu 18) Zentimeter und einer Breite von 3 bis 4 Zentimeter lanzettlich mit einem leicht asymmetrischen Grund und zugespitztem oberen Ende. Die Fiederblätter besitzen acht bis zwölf hellere Seitennerven. Die Laubblätter ausgewachsener Exemplare färben sich im zentralamerikanischen Verbreitungsgebiet, aber in Südamerika wurde dies nicht beobachtet, in der Trockenzeit karminrot und werden im Gesamtverbreitungsgebiet abgeworfen und nach wenigen Wochen neu gebildet; sie sind anfangs hellgrün oder rötlich. Im Wind bewegen sich die Laubblätter wie Espenlaub (Populus tremula).

### Blütenstand und Blüte
Die Blütezeit liegt am Ende der Trockenzeit, kurz nachdem sich die neuen Laubblätter gebildet haben. Swietenia macrophylla ist einhäusig getrenntgeschlechtig (monözisch). Die seitenständigen, bei einem Durchmesser von etwa 8 mm relativ kleinen, rispigen Blütenstände besitzen einen Durchmesser etwa 1 Zentimeter und eine Länge von 8 bis 13 Zentimeter. Die funktional eingeschlechtigen, duftenden Blüten sind relativ klein, hellgelb und fünfzählig. Die fünf Kelchblätter sind bewimpert. Die (vier bis) fünf grünlich-weißen Kronblätter sind bei einer Länge von etwa 4 mm länglich mit steifem, spitzem oberen Ende. Der Fruchtknoten ist oberständig. Die Bestäubung erfolgt durch Insekten, aber welche Arten ist unbekannt. Je Blütenstand werden mehrere Blüten bestäubt, aber nur von einer reift während der feuchten Jahreszeit der Fruchtknoten bis zur Frucht heran.

### Frucht und Samen
Normalerweise entwickelt sich nur eine einzige Blüte des Blütenstandes zu einer Frucht. Die Fruchtentwicklung, während der feuchten Jahreszeit, dauert etwa neun bis zwölf Monate. Ausgewachsene Exemplare bilden etwa 1000 Früchte pro Jahr. Die aufrecht stehende, verholzte, grau-braune, bei einer Länge von 10 bis 22 Zentimeter und einem Durchmesser von 7,5 bis 10 Zentimeter, faustgroße, längliche Kapselfrucht öffnet sich mit fünf Segmenten und enthalten 35 bis zu 60 Samen, die noch eine Weile an einer zentralen, fünfkantigen Säule hängen bleiben.
Die geflügelten Samen sind 7,5 bis 15 Zentimeter lang. Je nach Stellung in der Frucht sind die Samen unterschiedlich groß. Die Ausbreitung der Samen erfolgt durch den Wind (Anemochorie). Der Same sitzt an einem Ende des Flügels und dieses Ungleichgewicht bewirkt einen helikopterartigen Flug hinunter zum Waldboden. Inklusive Flügel wiegen die Samen 0,5 bis 0,75 g. Die schwersten Samen besitzen die höchste Keimrate.

## Ökologie
Die einzeln im tropischen Regenwald stehenden Swietenia macrophylla überragen als ausgewachsene Bäume das obere Stockwerk des geschlossenen Kronendaches mit einer ausladenden Baumkrone. Die Borke ist gut feuerresistent. Die glänzenden, sich im Wind bewegenden Laubblätter führen dazu, dass Swietenia macrophylla im Kronendach leicht erkennbar sind.
Unter günstigsten Wachstumsbedingungen trägt der Amerikanische Mahagonibaum nach etwa 12 Jahren die ersten Früchte. Die meisten Samen landen 30 bis 35 Meter vom Mutterbaum entfernt, aber auch einige hundert Meter wurden beobachtet. In der Trockenzeit können bei starken Winden die Ausbreitungsdistanzen groß sein. Die Samen eines Mutterbaumes bedecken eine Fläche von 1 bis 3 Hektar und auf dieser gesamten Fläche liegen die Samen relativ weit voneinander entfernt.

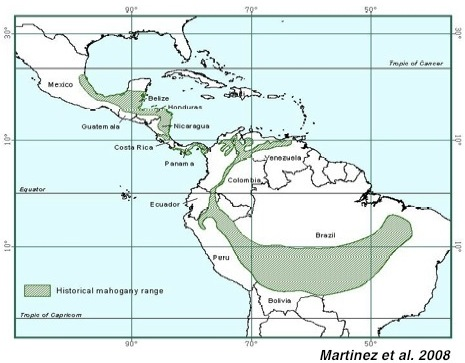
Ursprüngliche Gesamtverbreitung

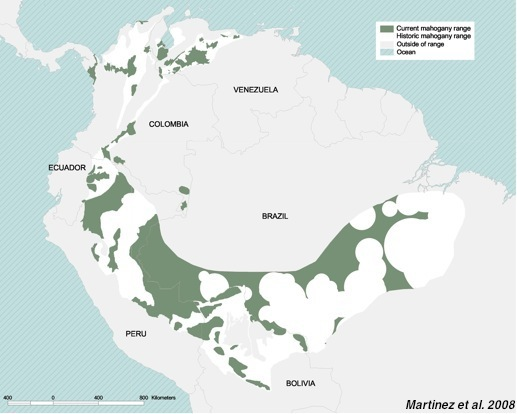
Aktuelle Verbreitung in Südamerika nach J. Grogan, A. G. Blundell, R. M. Landis, A. Youatt, R. E. Gullison, M. Martinez, … & R. E. Rice: Over‐harvesting driven by consumer demand leads to population decline: big‐leaf mahogany in South America. In: Conservation Letters. 3, 1, 2010, S. 12–20.

## Vorkommen
Swietenia macrophylla ist im gesamten Mittelamerika, mit Schwerpunkt an der Ostküste, sowie im tropischen Südamerika weit verbreitet. Natürliche Vorkommen gab es 1998 in Mexiko (Quintana Roo), Guatemala, Honduras, Nicaragua, Belize, Costa Rica, Panama, Dominica, Bolivien, Kolumbien, Ecuador, El Salvador, Französisch Guiana, Guyana, Peru, Venezuela und in den brasilianischen Bundesstaaten Acre, Amazonas, Goiás, Maranhão, Mato Grosso, Pará, Rondônia, Tocantins. Fundortangaben gibt es in den mexikanischen Bundesstaaten Campeche, Chiapas, Quintana Roo, Tabasco sowie Veracruz, in Belize, Costa Rica (Guanacaste), Guatemala (Chimaltenango, Izabal, Peten), Honduras (Colon, Olancho), Nicaragua (Zelaya), Panama (Darién, Panama), in Französisch-Guayana, Venezuela (Aragua, Barinas, Zulia), in den brasilianischen Bundesstaaten Pará, nördlichen sowie westlichen Acre, in Bolivien (La Paz, Santa Cruz), Kolumbien (nur in Bolívar) und in den peruanischen Bundesstaaten Huánuco, Loreto sowie San Martín.
Auf den Kleinen Antillen: Saint Lucia, Guadeloupe, Martinique, Montserrat, St. Vincent und die Grenadinen ist Swietenia macrophylla wohl eingebürgert. Beispielsweise auf Fidschi, Haiti, Jamaika, in Indien, Sri Lanka, Malaysia, Nigeria, Sierra Leone, Puerto Rico, Trinidad und Tobago, auf den Salomonen und Philippinen wird Swietenia macrophylla angebaut.
Das natürliche Verbreitungsgebiet reicht vom 23° N in Mexiko über einen Streifen an der zentralamerikanischen Atlantikküste bis nach Südamerika einem breiten Bogen nach Venezuela und den Äquator über das Amazonasgebiet nach Süden bis zum 18° S in Bolivien. In Höhenlagen zwischen 0 und bis zu 1400 Metern kommt Swietenia macrophylla vor. Die Jahresniederschläge liegen zwischen 1000 und 2000 mm und die Jahresdurchschnittstemperaturen reichen meist von 23 °C bis 26 °C. Auf vielfältigen Bodentypen und -bedingungen findet man den Amerikanischen Mahagonibaum. Swietenia macrophylla gedeiht hauptsächlich in tropischen trockenen Wäldern, kommt aber auch in humid sowie subtropischen Gebieten vor. Unter schattigen Bedingungen mit dicker Spreuschicht gedeiht Swietenia macrophylla schlecht und so findet man diese Art hauptsächlich in offenen Wäldern, in denen die Wurzeln schnell den mineralischen Boden erreichen. Am häufigsten gedeiht Swietenia macrophylla in Flussniederungen, aber auch in Galeriewäldern und Bergwäldern weiter entfernt von Fließgewässern. Optimales Wachstum erfolgt in nährstoffreichen und gut durchlüfteten Böden.

## Gefährdung
Die Exemplare von Swietenia macrophylla stehen im Regenwald vereinzelt meist in Flussniederungen, so dass für jeden geschlagenen Baum viele weitere gefällt werden, um eine Transportschneise zu schaffen. Auch das im Regenwald sehr komplex aufgebaute Ökosystem (mit zahlreichen Symbiosen) machen das Fällen sehr problematisch, weil Auswirkungen von großflächigen Störungen nur schwer abzuschätzen sind.
Bei Swietenia macrophylla ist die Gefahr der Übernutzung besonders groß, da es sich um einen langsam wachsenden Baum handelt, der erst in einem Alter von 10 bis 15 Jahren zu blühen beginnt und sich auch erst dann fortpflanzen kann. Auch und gerade durch „selektive“ Nutzung wird in einem Gebiet ein großer Teil der Samenbäume geerntet, wodurch die Regenerationsfähigkeit dieser Baumart in Gefahr kommt. Gebietsweise, besonders in Mexiko, Costa Rica, Panama, im Nordwesten von Südamerika und in Amazonien bis nach Bolivien sind die Baumbestände bereits so gut wie geplündert.
In der Liste der gefährdeten Arten der IUCN wurde Swietenia macrophylla 1998 als „vulnerable“ = „gefährdet“ bewertet, jedoch sind neue Erhebungen erforderlich.
Seit 1992 wurde über den Status verhandelt und seit 2003 besitzt Swietenia macrophylla einen Schutzstatus nach CITES: Appendix II, für Mexiko, Costa Rica, Kolumbien, Peru, Bolivien und Brasilien zusätzlich auch Appendix III.

## Taxonomie
Ursprünglich dachte man, dass alle neotropischen Populationen zur Art Swietenia mahagoni (L.) Jacq. gehören. George King stellte 1886 die neue Art Swietenia macrophylla In: Hooker’s Icones Plantarum. 16, Tafel 1550 auf. Synonyme für Swietenia macrophylla King sind: Swietenia belizensis Lundell, Swietenia candollei Pittier, Swietenia krukovii Gleason. Swietenia macrophylla var. marabaensis Ledoux & Lobato, Swietenia tessmannii Harms. Das Artepitheton macrophylla leitet sich von den griechischen Wörtern makros für groß und phyllon für Blatt ab und bezieht sich auf die großen Laubblätter.

## Nutzung

### Verwendung des Holzes
Swietenia macrophylla ist die Swietenia-Art mit der größten wirtschaftlichen Bedeutung, da sie das größte Verbreitungsgebiet besitzt. Aus den verschiedenen Herkunftsländern resultieren auch die verschiedenen Handelsnamen des Holzes wie Brasilien-, Honduras-, Amazonas-, Nicaragua- oder Tabasco-Mahagoni.
Die hohe Qualität des Holzes von Swietenia macrophylla ist auf den internationalen Märkten gut bekannt und 1 Kubikmeter Mahagoni-Holz kann bis zu 1600 US-Dollar erzielen (Stand 2002). Die Dichte des Holzes aus Plantagenanbau ist oft geringer als das aus Wäldern im natürlichen Verbreitungsgebiet.
Das Holz wird im Innenausbau und zur Möbelherstellung als Massivholz oder als Furnier genutzt. Es wird für Drechselarbeiten verwendet. Die Qualität des Furnierholzes wird beeinflusst von Farbe, der Maserung, Astfreiheit und Bohrlöchern von Insekten. Aufgrund seiner guten Dauerhaftigkeit und Widerstandsfähigkeit gegenüber biotischen Faktoren wird es auch oft im Schiffbau eingesetzt. Häufig werden auch (meistens hochwertige) Gitarren und andere Musikinstrumente daraus hergestellt sowie besonders hochwertige und stabile Fenster und Särge.

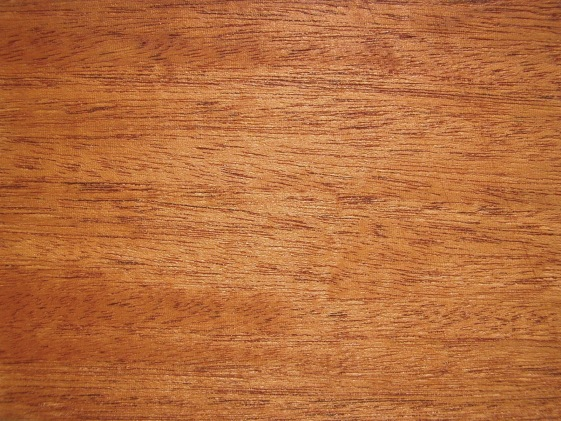
Holz des Amerikanischen Mahagoni

### Holzeigenschaften
Das Splintholz ist grau-braun bis grau-gelb, hat jedoch nur eine geringe Breite und hebt sich deutlich vom rot-braunen bis hell-braunen Kernholz ab. Im Radial- und Tangentialschnitt sind zahlreiche „Spiegel“ zu erkennen, wodurch das Holz eine schimmernde und lebhafte Oberfläche bekommt. Im Radialschnitt zeigt sich, dass es sich um ein zerstreutporiges Holz handelt und die Poren, besonders bei den aus Südamerika stammenden Arten, oftmals mit weißen Holzinhaltsstoffen gefüllt sind.
Mit einer vom Standort abhängigen Darrdichte von 0,44 bis 0,60 g/cm3 ist es mittelschwer und in etwa mit Lärche zu vergleichen.
Die Biegefestigkeit von lufttrockenem Holz beträgt etwa 90 N/mm2, die Druckfestigkeit etwa 50 N/mm2.
Das gute Stehvermögen, große Maßhaltigkeit, leichte Bearbeitung und die hohe Widerstandsfähigkeit gegenüber Pilzen und Insekten machen es auch technisch zu einem der besten Hölzer weltweit. Bei der Trocknung kommt es nur selten zu Rissbildung, Furniere können gesägt, geschält oder gemessert werden. Da das optische Erscheinungsbild erst nach einer Behandlung mit Lack, Öl und/oder Wachs voll zur Geltung kommt, sollte darauf nicht verzichtet werden, zudem neigen unbehandelte Flächen dazu, schnell zu vergrauen.

### Weitere Nutzung
Aus der Rinde wird Harz gewonnen. Dieses Harz wird in Indien in reiner Form oder mit anderen Harzen vermischt vermarktet. Aus der Borke werden Farben und Gerbstoffe für Leder gewonnen. Ein Öl wird aus den Samen gewonnen. Aus Zentralamerika werden vielfältige Anwendungen von unterschiedlichen Pflanzenteilen in der Volksmedizin berichtet.
Swietenia macrophylla dient als Schattenbaum, beispielsweise in jungen Plantagen von Dipterocarpus-Arten, und wird in Teakholz-Plantagen (Tectona grandis) gepflanzt, um Bodenerosion zu mindern. Auch Wiederaufforstung erfolgt auch mit Swietenia macrophylla. Zerhackte Fruchtschalen werden Topfsubstraten zugemischt. Auf der malaiischen Halbinsel wird Swietenia macrophylla als Ziergehölz verwendet. In Puerto Rico wird Swietenia macrophylla in Mischkultur mit Mais, Bohnen, Bananen, Süßkartoffeln und Maniok angepflanzt.